# Sebastiania
Sebastiania is een geslacht uit de wolfsmelkfamilie (Euphorbiaceae). De soorten komen voor op het Amerikaanse continent, van Arizona in het noorden tot Uruguay in het zuiden. Ook komen soorten in het Caraïbisch gebied voor.

## Enkele soorten
- Sebastiania alpina
- Sebastiania brasiliensis
- Sebastiania commersoniana
- Sebastiania crenulata
- Sebastiania fasciculata
- Sebastiania fruticosa
- Sebastiania howardiana
- Sebastiania huallagensis
- Sebastiania ligustrina
- Sebastiania palmeri
- Sebastiania pavoniana
- Sebastiania schottiana
- Sebastiania spicata

... · 
Acalypha · 
Adriana · 
Agrostistachys · 
Alchornea · 
Aleurites · 
Anthostema · 
Blachia · 
Chrozophora · 
Cnidosculus · 
Croton · 
Dalechampia · 
Euphorbia (Wolfsmelk) · 
Hevea · 
Hieronyma · 
Hippomane · 
Homalanthus · 
Hura · 
Hylandia · 
Jatropha · 
Mabea · 
Macaranga · 
Mallotus · 
Manihot · 
Mercurialis (Bingelkruid) · 
Plukenetia · 
Ricinus · 
Sebastiania · 
Shirakiopsis · 
Tragia · 
...